# اس.ای. چاندراسکار
اس. ای. چاندراسکار (انگلیسی: S. A. Chandrasekhar؛ زاده ۱۹۴۵) کارگردان فیلم، فیلم‌نامه‌نویس، تهیه‌کننده و بازیگر اهل هند بود. او بیش از ۷۰ فیلم به تمام زبان‌های هند جنوبی کارگردانی کرده‌است و به دلیل ساخت فیلم‌هایی با محوریت مسائل اجتماعی شناخته میشود.
وی کارگردان فیلم‌هایی همچون برده یک کشور آزاد، خانواده و قربانی بوده‌است.